# Filippo Colombo
Filippo Colombo (Gussago, 20 december 1997) is een in Italië geboren Zwitsers wielrenner. Van oorsprong legde Colombo zich voornamelijk toe op het cross-country mountainbiken. In de wielerseizoenen 2023 en 2024 nam hij echter ook deel aan wedstrijden in het wegwielrennen namens het Zwitserse team Q36.5 Pro Cycling Team.

## Palmares

### Cross-country
Overwinningen
| 2020   |   |                           | NVT | 7e  | 27e | 5e   |                                                   | 0  |  |  |  |  |  |  |  |  |  |
| 2021   |   |                           | 12e | 9e  | ↑   |      | Theodora, Stevena' di Caneva                      | 10 |  |  |  |  |  |  |  |  |  |
| 2022   |   | Lenzerheide, Mt.-St.-Anne | NVT | 9e  | ↑   | 8e   | Monte Ceneri                                      | 3  |  |  |  |  |  |  |  |  |  |
| 2023   |   |                           | NVT | DNS | DNS | DNS  | Gstaad, Salamina VII                              | 2  |  |  |  |  |  |  |  |  |  |
| 2024   |   |                           |     | -   | 8e  | Goud | Salamina I, Salamina II, Salaminia III, Tesserete | 4  |  |  |  |  |  |  |  |  |  |
| Totaal | 0 | 2                         | 0   | 0   | 0   | 1    | 9                                                 | 12 |  |  |  |  |  |  |  |  |  |

### Wegwielrennen

#### Resultaten in voornaamste wedstrijden
| Jaar | Ronde van Vlaanderen | Parijs-Roubaix |
| ---- | -------------------- | -------------- |
| 2023 | 50e                  | opgave         |

## Ploegen
- 2023 –  Q36.5 Pro Cycling Team
- 2024 –  Q36.5 Pro Cycling Team (vanaf 1 augustus)

Abreha · Badilatti · Bauer · Brambilla · Calzoni · Camprubi · Christen · Colombo · Conca · Davis · Devriendt · Donovan · Fedeli · Hagen · Howson · Ludvigsson · Małecki · Monk · Moschetti · Parisini · Puppio · Rosskopf · Sajnok · Zukowsky · Novák (stagiair)
Abreha · Azparren · Badilatti · Brambilla · Calzoni · Camprubi · Christen · Colombo (vanaf 1/8) · Conca · de la Cruz · Devriendt · Donovan · Fancellu · Frison · Hagen · Howson · Ludvigsson · Małecki · Monk · Moschetti · Nizzolo · Parisini · Rosskopf · Sajnok · Steimle · Townsend · Whelan · Zukowsky · Krijnsen (stagiair) · Sommer (stagiair)